# بوئینگ دابلیوسی-۱۳۵ کنستانت فونیکس
بوئینگ دابلیوسی-۱۳۵ کنستانت فونیکس (به انگلیسی: Boeing WC-135 Constant Phoenix) یک هواگرد ویژه ساختِ کارخانهٔ بوئینگ در کشور ایالات متحده آمریکا است که بر اساس مدل بوئینگ سی-۱۳۵ استراتولیفتر طراحی شده و توسط نیروی هوایی ایالات متحده استفاده می‌شود. مأموریت این هواپیما جمع‌آوری نمونه‌هایی از جو به منظور شناسایی و تشخیص انفجارهای هسته‌ای است. این هواپیما به‌طور غیررسمی توسط کارکنان این برنامه «پرنده هواشناسی» و در رسانه‌های بین‌المللی «بو کش» نامیده می‌شود.

## فعالیت‌ها

### حادثه ولا (Vela Incident)
در سال ۱۹۷۹، هواپیمای WC-135B طی ۲۵ پرواز تلاش کرد مشخص کند که آیا دو فلاش نوری در جنوب اقیانوس اطلس، که توسط ماهواره ولا شناسایی شده بود، نشان‌دهنده آزمایش تسلیحات هسته‌ای است یا خیر؛ اما نتیجه این تحقیقات قطعی نبود.

### پاکستان و هند
هواپیمای کنستانت فونیکس برای جمع آوری اطلاعات در مورد آزمایش های هسته‌ای انجام شده توسط پاکستان و هند در سال ۱۹۹۸ استفاده شد.

### کره شمالی
- در ۶ اکتبر ۲۰۰۶، خبرگزاری کیودو ژاپن گزارش داد که یک هواپیمای نظامی ایالات متحده، مجهز به تجهیزات شناسایی تشعشعات ناشی از آزمایش هسته‌ای، از جنوب ژاپن برخاسته است. این اقدام به عنوان بخشی از تلاش‌های آمریکا برای رصد احتمالی آزمایش هسته‌ای کره شمالی تلقی شد.

در ۹ اکتبر ۲۰۰۶، خبرگزاری رسمی کره شمالی (KCNA) اعلام کرد که این کشور با موفقیت یک آزمایش هسته‌ای زیرزمینی انجام داده است.
در ۱۳ اکتبر ۲۰۰۶، سی‌ان‌ان گزارش داد: «نیروی هوایی ایالات متحده در روز سه‌شنبه یک هواپیمای جمع‌آوری نمونه‌های جوی WC-135 Constant Phoenix را برای جمع‌آوری نمونه‌های هوا از منطقه به پرواز درآورد. تحلیل اولیه نمونه‌های هوای جمع‌آوری‌شده از کره شمالی نشان داد که بقایای رادیواکتیو، سازگار با یک آزمایش هسته‌ای توسط کره شمالی است.»
این هواپیما در پایگاه هوایی آفوت (Offutt AFB) مستقر بود و برای مأموریت‌های نمونه‌برداری به پایگاه کادنا (Kadena Air Base) در اوکیناوا اعزام شد.
- در ۱۷ ژوئن ۲۰۰۹، روزنامه JoongAng Daily گزارش داد که نیروی هوایی ایالات متحده دو بار یک هواپیمای WC-135 را از پایگاه کادنا برای جمع‌آوری نمونه‌های هوا اعزام کرده است.[۶]
- در ۲۳ نوامبر ۲۰۱۰، روزنامه Sankei Shimbun گزارش داد که یک هواپیمای WC-135 در سپتامبر ۲۰۱۰ به پایگاه کادنا منتقل شده است، در انتظار یک آزمایش هسته‌ای دیگر از سوی کره شمالی.[۷]
- در ۳۱ ژانویه ۲۰۱۳، گزارش شد که هواپیمای WC-135W در حال انجام پروازهای نظارتی از پایگاه کادنا برای رصد احتمال آزمایش هسته‌ای کره شمالی است.[۸]
- در ۶ ژانویه ۲۰۱۶، نیروی هوایی ایالات متحده تأیید کرد که به زودی هواپیمای WC-135 را برای بررسی ادعای کره شمالی مبنی بر آزمایش موفقیت‌آمیز بمب هیدروژنی در ۵ ژانویه (به وقت شرقی) به منطقه اعزام می‌کند.[۹]
- در ۸ سپتامبر ۲۰۱۶، گزارش شد که WC-135 به زودی پروازهای نظارتی خود را نزدیک شبه‌جزیره کره آغاز می‌کند،[۱۰] پس از اینکه مقامات کره جنوبی تأیید کردند که کره شمالی پنجمین آزمایش هسته‌ای خود را در ساعت ۰:۳۰ UTC انجام داده است.[۱۱]
- در ۱۲ آوریل ۲۰۱۷، همزمان با افزایش تنش‌ها با کره شمالی، این هواپیما به اوکیناوا اعزام شد[۱۲]
- در ۱۹ می ۲۰۱۷، دو جنگنده Su-30 چینی یک هواپیمای WC-135 را بر فراز دریای چین شرقی رهگیری کردند، که منجر به شکایت رسمی پنتاگون شد.[۱۳]

### ژاپن
در ۱۷ مارس ۲۰۱۱، سی‌ان‌ان گزارش داد که هواپیمای WC-135W از پایگاه آفوت به پایگاه هوایی ایلسون (Eielson Air Force Base) در آلاسکا منتقل شده است. از آنجا این هواپیما در راستای نظارت بر رادیواکتیویته آزاد شده از نیروگاه هسته‌ای فوکوشیما، ناشی از زمین‌لرزه ۹ ریشتری و سونامی ۱۱ مارس ۲۰۱۱، به شناسایی مواد رادیواکتیو در جو اطراف ژاپن پرداخت.

### اروپا
- در سال ۱۹۸۶، چندین هواپیمای WC-135B برای نظارت بر جو پس از فاجعه چرنوبیل به اروپا اعزام شدند.[۱۷][۱۸]
- در ۱۷ فوریه ۲۰۱۷، گزارش شد که WC-135C به پایگاه RAF Mildenhall اعزام شده است. گفته می‌شد این اقدام در پاسخ به گزارش‌هایی از سطوح غیرعادی ید-۱۳۱ در مرز نروژ و روسیه انجام شده است؛ اما تا ۱۰ آوریل ۲۰۱۷ دلیل رسمی برای انتشار ید-۱۳۱ مشخص نشده بود.[۱۹][۲۰][۲۱]
- در اواخر ژوئیه و اوایل اوت ۲۰۲۱، یک هواپیمای WC-135W به اروپا اعزام شد و اندازه‌گیری‌هایی در دریای بالتیک و سوئد انجام داد. گمان می‌رود این اقدام با مشکلات فنی زیردریایی روسی کلاس Oscar-II به نام اورل (Orel) مرتبط بوده باشد که در نهایت مجبور به یدک‌کشی و بازگشت شد.[۲۲]